# Tritia

Hinia (Tritia) clathrata, Castell'Arquato, Italia.

Tritia es un género de caracoles marinos de la familia Nassariidae.

## Lista de sinónimos
- Alectrion (Hima) Leach in Gray, 1852
- Alectrion (Tritia) A. Adams, 1853
- Amycla H. Adams & A. Adams, 1853
- Amyclina Iredale, 1918 (reemplazo innecesario de Amycla H. & A. Adams, 1853 )
- Cencus Gistel, 1848
- Cyclonassa Swainson, 1840 (sinónimo objectivo de Cyclope)
- Cyclope Risso, 1826
- Cyclops Montfort, 1810 (inválido: homónino junior de Cyclops O.F. Müller, 1785 [Crustacea]; Cencus Gistel, 1848 es un nombre alternativo)
- † Fackia Nordsieck, 1972
- Hima Leach in Gray, 1852
- † Hima (Mirua) Marwick, 1931
- Hinia Leach, 1847
- Hinia (Reticunassa)  Iredale, 1936
- Hinia (Telasco) H. Adams & A. Adams, 1853
- Hinia (Tritonella) A. Adams, 1852
- Ilyanassa  Stimpson, 1865
- † Mirua Marwick, 1931
- Nana Schumacher, 1817 (inválido: Añadido en el Índice Oficial por la ICZN Opinion 793)
- Nanina Risso, 1826
- Nassa (Amycla) H. Adams & A. Adams, 1853
- Nassa (Gussonea) Monterosato, 1912
- Nassa (Hima) Leach in Gray, 1852
- Nassa (Hinia) Gray, 1847
- Nassa (Telasco) H. Adams & A. Adams, 1853
- Nassa (Tritia) A. Adams, 1853
- Nassa (Tritonella) A. Adams, 1852
- Nassa (Uzita) H. Adams & A. Adams, 1853
- Nassarius (Amyclina) Iredale, 1918
- Nassarius (Cryptonassarius) Cernohorsky, 1975
- Nassarius (Cyclope) Risso, 1826
- Nassarius (Cyclops) Montfort, 1810
- Nassarius (Gussonea) Monterosato, 1912
- Nassarius (Hima) Leach in Gray, 1852
- Nassarius (Hinia) Leach, 1847
- Nassarius (Ilyanassa)  Stimpson, 1865
- † Nassarius (Miohinia) Nordsieck, 1972
- Nassarius (Mirua) Marwick, 1931
- Nassarius (Naytiopsis) Thiele, 1929
- Nassarius (Neritula) H. Adams & A. Adams, 1853
- † Nassarius (Paranassa) Conrad, 1867
- Nassarius (Parcanassa)  Iredale, 1936
- Nassarius (Reticunassa)  Iredale, 1936
- Nassarius (Telasco) H. Adams & A. Adams, 1853
- Nassarius (Tritia) A. Adams, 1853
- Nassarius (Tritonella) A. Adams, 1852
- Nassarius (Usita) (ortografía incorrecta)
- Nassarius (Uzita) H. Adams & A. Adams, 1853
- Naytiopsis Thiele, 1929
- Neritula H. Adams & A. Adams, 1853  (sinónimo objectivo de Cyclope)
- Panormella O. G. Costa, 1840
- Parcanassa  Iredale, 1936
- Proneritula Thiele, 1929
- Tarazeuxis  Iredale, 1936
- Telasco H. &  A. Adams, 1853
- Tritia (Hinia)
- Tritia (Reticunassa)  Iredale, 1936
- Tritia (Tritonella) A. Adams, 1852
- Tritonella A. Adams, 1852
- Uzita H. Adams & A. Adams, 1853
- Zeuxis (Tarazeuxis)  Iredale, 1936

## Especies
El género Tritia cuenta con las siguientes especies:
- Tritia burchardi (Philippi, 1849)
- Tritia caboverdensis (Rolán, 1984)
- Tritia caelata (A. Adams, 1852
- Tritia casta (Gould, 1850)
- Tritia conspersa (Philippi, 1849)
- Tritia corniculum (Olivi, 1792)
- Tritia cuvierii (Payraudeau, 1826)
- † Tritia denselineata (Nagao, 1928)
- Tritia denticulata (A. Adams, 1852)
- Tritia ephamilla (Watson, 1882)
- Tritia erythraea (Issel, 1869)
- Tritia frigens (Martens, 1878)
- Tritia goreensis (Maltzan, 1884)
- Tritia grana (Lamarck, 1822)
- Tritia heynemanni (Maltzan, 1884)
- Tritia incrassata (Strøm, 1768)
- † Tritia infralaevis (Fischer in Wanner, 1927)
- † Tritia karoroensis (Maxwell, 1988)
- Tritia lima (Dillwyn, 1817)
- Tritia miga (Bruguière, 1789)
- Tritia mutabilis (Linnaeus, 1758)
- Tritia neritea (Linnaeus, 1758)
- Tritia obsoleta (Say, 1822)
- Tritia ovoidea (Locard, 1886)
- Tritia pellucida (Risso, 1826)
- Tritia pfeifferi (Philippi, 1844)
- Tritia pygmaea (Lamarck, 1822)
- † Tritia recta (Dollfus & Dautzenberg, 1886)
- Tritia reticulata (Linnaeus, 1758)
- Tritia senegalensis (Maltzan, 1884)
- † Tritia separabilis (Laws, 1939)
- Tritia sinusigera (A. Adams, 1852)
- Tritia siquijorensis (A. Adams, 1852)
- † Tritia socialis (Hutton, 1886)
- Tritia swearingeni (Petuch & R. F. Myers, 2014)
- Tritia tinei (Maravigna, 1840)
- Tritia tingitana (Pallary, 1901)
- Tritia trivittata (Say, 1822)
- Tritia unifasciata (Kiener, 1834)
- Tritia varicosa (W. Turton, 1825)
- Tritia vitiensis (Hombron & Jacquinot, 1848)
- Tritia websteri (Petuch & Sargent, 2012)
- Tritia westerlundi (Brusina, 1900)
- † Tritia wilsoni (Ludbrook, 1978)

Especies que actualmente son sinónimos
- Tritia alba (Say, 1826): sinónimo de Phrontis alba (Say, 1826)
- Tritia (Hinia) festivus (Powys, 1835): sinónimo de Nassarius festivus (Powys, 1835): sinónimo de Reticunassa festiva'' (Powys, 1835)
- Tritia (Reticunassa) dermestina (Gould, 1860): sinónimo de Nassarius pauperus (Gould, 1850): sinónimo de Nassarius pauper (Gould, 1850): sinónimo de Reticunassa paupera (Gould, 1850)
- Tritia (Reticunassa) hiradoensis (Pilsbry, 1904): sinónimo de Nassarius fraterculus (Dunker, 1860)
- Tritia (Tritonella) crenulicostata Shuto, 1969: sinónimo de Nassarius crenulicostatus (Shuto, 1969): sinónimo de Reticunassa crenulicostata (Shuto, 1969)
- Tritia (Varicinassa) variciferus (A. Adams, 1852): sinónimo de Nassarius variciferus (A. Adams, 1852)
- Tritia festiva (Powys, 1835): sinónimo de Nassarius festivus (Powys, 1835): sinónimo de Reticunassa festiva (Powys, 1835)
- Tritia fratercula (Dunker, 1860): sinónimo de Nassarius fraterculus (Dunker, 1860)